# موزدایی بیکینی
موزدایی یا اپیلاسیون بیکینی(انگلیسی: Bikini waxing) به حذف موی زهار با گونه‌ای موم خاص گرم یا سرد گفته می‌شود که با استفاده از یک نوار پارچه‌ای به موها می‌چسبد و پس از جدا شدن سریع آن، موها را از پوست جدا می‌سازد. این نوع موزدایی بیشتر از سوی زنان به کار برده می‌شود گرچه گاهی نیز برای جدا کردن موهای بدن مردان نیز استفاده می‌شود.
خط بیکینی به سطحی در داخل ران گفته می‌شود که بر روی آن موی زهار می‌روید اما توسط قسمت پایینی بیکینی پوشانده نمی‌شود. در بسیاری از فرهنگ‌ها، نمایان شدن موی زهار ناپسندیده یا شرم‌آور پنداشته می‌شود و برای همین آن را جدا می‌کنند. دیگران نیز ممکن است به دلایل زیبایی‌شناختی، بهداشتی، یا به خاطر مُد موهای زهار نمایان را جدا بکنند.

## تاریخچه
موزدایی بیکنی حذف موهای زهاری است که بیرون از خط بیکینی می‌رویند.
نمایان شدن موهای زهار در بسیاری از فرهنگ‌ها ناپسندیده و شرم‌آور پنداشته می‌شود و معمولاً این موهای زاید را حذف می‌کنند.
با اشاعهٔ محبوبیت بیکینی‌ها، مقبولیت موهای زهار رو به نقصان نهاد.
بااین‌حال گونه‌های خاصی از مایوهای زنانه هستند که بخشی از موهای زهار را نمایان می‌سازند. کوچک‌شدن هرچه‌بیشتر مایوها، خصوصاً پس از اختراع ظهور بیکینی در سال ۱۹۴۵، موزدایی بیکینی هم محبوبیت یافت.
شیوه‌ای خاص از موزدایی بیکینی موسوم به «اپیلاسیون برزیلی» با ظهور شورتِ بندی محبوب شد. امروزه لیزر بیکینی توسط افراد زیادی انجام می شود.

## انواع
چندین شیوهٔ موزدایی بیکینی هست که می‌توان بسته به نوع شورت بیکینی و مساحت عریانی بیرون آن یکی را انتخاب کرد.
معمول‌ترین این شیوه‌ها عبارتند از

### اپیلاسیون آمریکایی

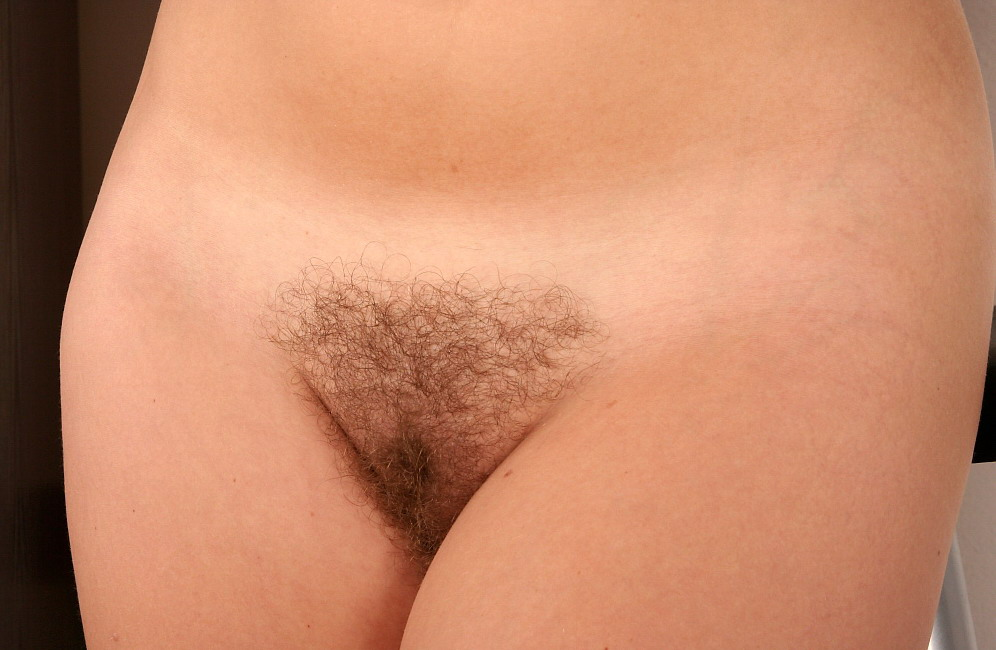
اپیلاسیون آمریکایی

این شیوه شامل حذف موهای زهار در طرفین، بالای ران، و زیر ناف است.

### اپیلاسیون فرانسوی

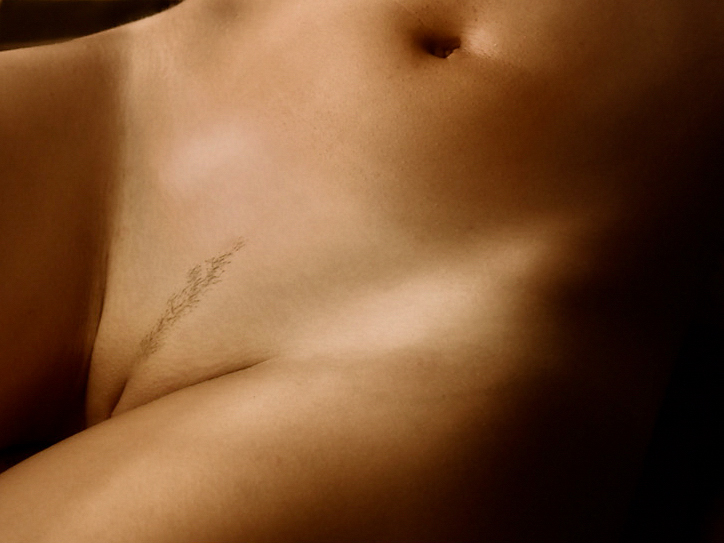
اپیلاسیون فرانسوی (مدل باند فرود)

در آن تنها یک نوار باریک در جلو باقی می‌ماند.

### اپیلاسیون برزیلی

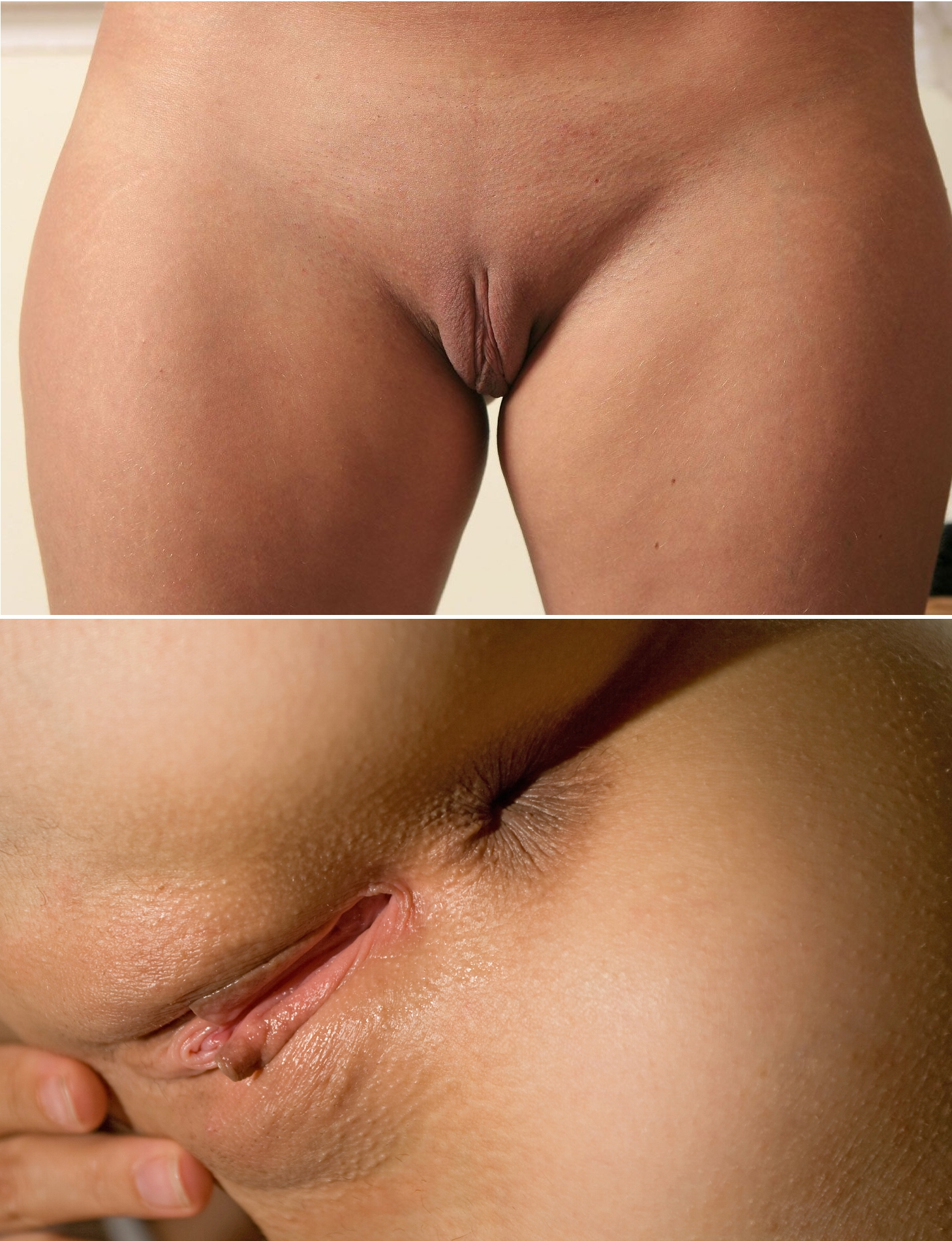
در اپیلاسیون برزیلی تمام موهای اطراف کس، لب‌ها، میاندوراه و مقعد، زدوده می‌شود

این شیوه شامل حذف همهٔ موهای زهار سات که به‌ویژه برای شورتِ بندی به‌کار می‌رود.